# Paremiología
La paremiología (del griego paroimía ‘proverbio’, y logía ‘compilación’, ‘colecta’) es la disciplina que estudia los refranes, los proverbios y demás enunciados breves y sentenciosos cuya intención es transmitir algún conocimiento tradicional basado en la experiencia. La paremiología comparada establece relaciones entre los refranes y demás enunciados sentenciosos de diferentes idiomas y culturas.
Definida en el Diccionario de la lengua española (DLE) como tratado de refranes, la paremiología, en su vertiente científica, selecciona, estudia y compara la información acumulada en el refranero a través de la Historia. Dicha información puede clasificarse en sociológica, gastronómica, meteorológica, agrícola o agronómica, histórica, literaria, zoológica, cinegética, toponímica, lingüística, lexicográfica, religiosa, etcétera. Ya antes del desarrollo de la paremiología, se consideró al refrán –y sus enunciados afines– como síntesis del chascarrillo, la agudeza o el relato breve de tradición oral; un compendio vivo de las creencias y supersticiones construidas en la «fuente del habla popular y rústica», como un «corpus textual». Otros estudiosos señalan su origen culto derivado quizá del discurso, sermón o apología construido en las diversas lenguas vernáculas ya durante la Edad Media. Del estudio de las paremias puede desglosarse una particular forma de retórica, en la que se cruzan el ritmo, el paralelismo, la antítesis, la elipsis y los juegos de palabras.

## Precedentes de la paremiología en España
En España, los compendios de refranes aparecen en el siglo xv, como muestra del interés del humanismo renacentista por la cultura popular, como complemento a los apotegmas grecolatinos. En Europa, Erasmo de Róterdam, reunió una colección de adagios latinos en su Adagia. En España,   se ha conservado un Seniloquium y una colección de refranes titulada Refranes que dicen las viejas tras el fuego, atribuida a Íñigo López de Mendoza, Marqués de Santillana.
En el siglo xvi Pedro de Vallés escribió un Libro de refranes compilado por el orden del ABC, en el cual se contienen quatro mil y trezientos refranes (Zaragoza, 1549). Asimismo, Juan de Espinosa trabajó en una colección de seis mil proverbios vulgares, que no llegaría a dar a la imprenta. Blasco de Garay publicó en ese mismo siglo xvi una extensa carta «escrita en refranes». Juan de Mal Lara imprimió su Philosophia vulgar en 1568. Hernán Núñez de Toledo, también conocido como «el Comendador Griego», escribió Refranes o proverbios en romance que nuevamente coligió y glosó el comendador Hernán Núñez de Guzmán (Salamanca, 1555). Finalmente, Juan Lorenzo Palmireno compuso dos refraneros bilingües.
Definidos por Jaime Oliver Asín como «quintaesencia de la sabiduría popular», los refranes forman parte del discurso en La Celestina y el habla de Sancho en las dos partes de Don Quijote, correspondientes ya al siglo xvii, periodo en el que destacarían el Tesoro de la lengua castellana o española (1611), de Sebastián de Covarrubias, cuyo diccionario incluye la explicación de muchos refranes y frases hechas. También en el xvii, 1627, apareció el Vocabulario de refranes y frases proverbiales y otras fórmulas comunes de la lengua castellana del maestro Gonzalo Correas (o Korreas), que recogía los aparecidos hasta la fecha, principalmente los de Hernán Núñez, más los que recopiló directamente del pueblo. A pesar de su importania, esta obra permaneció inédita hasta principios del siglo XX, circulando, no obstante, en versiones manuscritas.  Otra obra importante son los Refranes y modos de hablar castellanos de Jerónimo Martín Caro y Cejudo. Entre las curiosidades del Siglo de Oro, cabe citar asimismo la obra de Juan Sorapán de Rieros, médico de Cáceres, que en 1616 coleccionó 254 refranes sobre higiene «y los explicó con ingenio».
Ya en el siglo xix aparece La sabiduría de las naciones o Los Evangelios abreviados (Barcelona, 1862-1867), de Joaquín Bastús, y los cuatro trabajos de José María Sbarbi y Osuna, titulados Florilegio o ramillete alfabético de refranes y modismos de la lengua castellana (1873), El refranero general español (1874-1876), Monografía sobre los refranes, adagios y proverbios castellanos (1891), y el póstumo Gran diccionario de refranes de la lengua española (Buenos Aires, 1943), además de otros muchos opúsculos sobre el tema.

## El siglo de la paremiología
En el siglo xx aparece el primer estudio paremiológico dedicado al refranero español, obra de Luis Martínez Kléiser, que compiló un extenso refranero temático, el Refranero general ideológico español (Madrid, 1953). José Gella Iturriaga estudió el refranero del mar y el alusivo a temas italianos. Gabriel María Vergara Martín compiló los refranes referidos al clero en Cantares, refranes, adagios referentes a curas, monjas, frailes y sacristanes, publicado en Madrid en 1929 bajo el seudónimo de “Ganevar”, así como una serie de publicaciones sucesivas dedicadas a los refraneros geográficos, que culminaron en Refranero geográfico español (1936). De Luis Montoto es Personas, personajes y personillas que corren por las tierras de ambas Castillas (Sevilla, 1921 tomo I, 1922 tomo II), autor también de Un paquete de cartas de modismos, locuciones, frases hechas, frases proverbiales y frases familiares (1888). José María Iribarren destacó por sus varias ediciones de El porqué de los dichos, sucesivamente ampliado desde su primera edición de 1954 hasta la cuarta. Francisco Rodríguez Marín, dedicó a esta disciplina varios títulos de su extensa bibliografía. Antonio Castillo de Lucas se especializó en el refranero y folklore médico publicando su primer refranero, Refranes de medicina o relacionados con ella por el pueblo (1936). Ya cerrando el siglo xx, otro trabajo valioso por el volumen del material recopilado fue el Diccionario de refranes (1997) de Luis Junceda, y en cuyo prólogo Gonzalo Torrente Ballester concluía: «La filosofía práctica, elaborada por el pueblo español a lo largo de los siglos, se encuentra aquí en su casi totalidad».
En 1993 se creó la revista Paremia, fundada y dirigida por Julia Sevilla Muñoz, centrada de forma específica a este tipo de estudios. Publicada por la Asociación Cultura Independiente en colaboración con el Instituto Cdrvantes, se trata de la primera revista española y la segunda del mundo dedicada a esta temática. La primera es Proverbium (Universidad de Vermont, Estados Unidos). También puede mencionarse la actividad de filólogos como Pedro Peira Soberón o Jesús Cantera Ortiz de Urbina. Por su parte, Gotzon Garate impulsó la recopilación de paremias en euskera, y Maria Conca los estudios catalanes tanto en el ámbito teórico como de recopilación. En el ámbito dialectal riojano puede resultar interesante el trabajo de Javier Pérez Escohotado.
A partir de 2004 se pusieron en marcha varios grupos de investigación conforme a la normativa universitaria, entre ellos: el Grupo de Investigación UCM 930235 Fraseología y paremiología (PAREFRAS, UCM), dirigido por Teresa Zurdo y Julia Sevilla Muñoz; FRASEONET (Universidad de Santiago de Compostela), dirigido por María Isabel González Rey; FRASEMIA (Universidad de Murcia); FRASYTRAM (Universidad de Aliacnte), dirigido por Pedro Mogorrón. En el curso 2004-2005 se inició un doctorado en fraseología y paremiología en la Universidad Complutense de Madrid.[cita requerida]

## Campo ideológico
- Adagio (lingüística): Sinónimo de dicho, sentencia, proverbio, refrán, epigrama, etc.[18]
- Aforismo: Expresión de un principio de manera concisa y coherente que generalmente es resultado de la experiencia. Sinónimo de máxima, adagio, proverbio o refrán.[19]
- Apotegma: Dicho breve en tono de sentencia o máxima.[20]
- Cita: recurso retórico que consiste en reproducir un fragmento de una composición o declaración respetando su formulación original (si se modifica se convierte en paráfrasis -parafraseando a...).[21]
- Chascarrillo: breve locución, anécdota o frase con intención humorística o equívoca.[22]
- Dicho o frase hecha: precepto, máxima, refrán[23] o construcción lingüística que puede usarse como modismo o locución adverbial.
- Epigrama: (del griego antiguo «ἐπί-γραφὼ»: literalmente, «sobre-escribir» o «escribir encima») composición poética breve que expresa un solo pensamiento principal festivo o satírico de forma ingeniosa.[24]
- Frase hecha: de uso común, bien expresando una sentencia a modo de proverbio, o bien en sentido figurado y con forma inalterable, sin incluir sentencia alguna.[25]
- Máxima: Frase de origen popular o culto repetida tradicionalmente de forma invariable, que expresa un pensamiento moral, un consejo o una enseñanza.[26]
- Paremia: Refrán o proverbio,[27] y por extensión, cualquier enunciado breve, sentencioso e ingenioso que transmite un mensaje instructivo, incitando a la reflexión intelectual y/o moral.
- Proverbio: Aforismo, sentencia, adagio o refrán[28] de origen popular que expresa un pensamiento moral, consejo, enseñanza o crítica de manera culta.
- Refrán: Dicho de sapiencia popular y tradicional escrito en un solo verso y con rima.[29]
- Sentencia (literatura): proverbio, dicho o refrán,[30] figura literaria en el campo de la retórica, emparentada con la máxima.